# Eldar Nebolsin
Eldar Nebolsin (nacido en 1974) es un pianista clásico uzbeco.

## Biografía
Nacido en Uzbekistán (entonces parte de la Unión Soviética) en 1974, Nebolsin comenzó a estudiar piano a temprana edad en su país natal. Más tarde se trasladó a Madrid para estudiar con Dmitri Bashkírov en la Escuela Superior de Música Reina Sofía.

## Carrera
La carrera internacional de Nebolsin comenzó tras su triunfo en el XI Concurso Internacional de Piano de Santander de 1992. En 2005, Eldar Nebolsin, ganó el Primer Premio en el Sviatoslav Richter Concurso Internacional de Piano.
Eldar Nebolsin ha tocado con la Filarmónica de Nueva York, la Sinfónica de Chicago, Cleveland, Detroit, Houston, Minnesota, Baltimore, San Luis, la Orquesta Sinfónica de Montreal, WDR Orquesta Sinfónica de la Colonia, la Sinfónica de Bamberg, Deutsches Symphonie-Orchester, Stuttgart Radio Symphony Orchestra, Orquesta Nacional de Estonia, la Orquesta de la Deutsche Oper de Berlín, de Viena, Orquesta de Cámara, la Orchestre national du Capitole de Toulouse, Orquesta de la Fundación Gulbenkian, Orquesta de la Accademia Nazionale di Santa Cecilia, Orquesta Sinfónica de Galicia, Tenerife, Real Orquesta Sinfónica de Sevilla, Real Filharmonía de Galicia, entre otros, y con directores como Riccardo Chailly, Yuri Temirkanov, Leonard Slatkin, Vladimir Ashkenazy, Hans Vonk, Yakov Kreizberg, Lawrence Foster, Vasili Petrenko, Rafael Frühbeck de Burgos, Pedro Halffter, Ros Marbà y Víctor Pablo Pérez, entre otros.

## Premios y reconocimientos
- XI Concurso Internacional de Piano de Santander
- Concurso Internacional de Piano Sviatoslav Richter

## Grabaciones
- Rajmáninov: 24 Preludios Opp. 2/3, 23 y 32 - Naxos (8.570327)
- Rajmáninov: Concierto para Piano y orquesta n.º 1 en fa sostenido menor, Op. 1/ Obras de Rajmáninov - Universal
- Chopin - Allegro de concierto, Op. 46; Sonata N.º 3, Op. 58, el Vals en re bemol, Op. 70, N.º 3, Grande Valse en la bemol, Op. 42 / Liszt - Rapsodia húngara N.º 12, Apres Conferencia de la onu du Dante (Londres) - DECCA
- Chopin - Piano Concertos - Vladímir Áshkenazi (conductor) - DECCA
- Prokófiev - Obras para Violín y Piano / Eldar Nebolsin (piano), Latica Honda-Rosenberg (viola)/ Oehms Recordings
- Liszt: Piano Concertos Núms. 1 y 2 / Totentanz - Naxos(8.570517)